# Argyra dakotensis
Argyra dakotensis är en tvåvingeart som beskrevs av Harmston och Frank Hall Knowlton 1939. Argyra dakotensis ingår i släktet Argyra och familjen styltflugor.
Artens utbredningsområde är Utah. Inga underarter finns listade i Catalogue of Life.